# Jaroslav Chocholáč
Jaroslav Chocholáč, né en 1934, est un ancien joueur tchécoslovaque de basket-ball.

## Palmarès
- 3e du championnat d'Europe 1957